# Kundana (plaats)
Kundana is een spookdorp in de regio Goldfields-Esperance in West-Australië.

## Geschiedenis
Een goudzoeker genaamd Barker vond goud in de streek. In 1896 vroegen 58 goudzoekers om in de omgeving van zijn goudmijn een dorp te stichten. Er werd geopperd het dorp 'Barker's Find', '21 Mile', 'White Flag' of 'Barkerton' te noemen. Het dorp, officieel gesticht in 1897, werd uiteindelijk Kundana genoemd. De naam is Aborigines van oorsprong maar de betekenis is niet bekend.

## 21e eeuw
Kundana maakt deel uit van het lokale bestuursgebied (LGA) Shire of Coolgardie, waarvan Coolgardie de hoofdplaats is. Het district is de grootste producent van mineralen in de regio Goldfields-Esperance. Er zijn meer dan twintig mijn- en verwerkingsbedrijven actief.
Op 1 maart 2014 nam 'Northern Star Resources' de meerderheidsaandelen van 'Barrick Gold Corporation' in de Kundana-goudmijn over. De goudmijn bestaat in feite uit drie aparte goudmijnen: de 'Rubicon', de 'Hornet' en de 'Pegasus'.

## Transport
Kundana ligt 586 kilometer ten oostnoordoosten van de West-Australische hoofdstad Perth, 36 kilometer ten westnoordwesten van het aan de Goldfields Highway gelegen Kalgoorlie en 46 kilometer ten noordnoordoosten van het aan de Great Eastern Highway gelegen Coolgardie.

## Klimaat
Kundana kent een warm steppeklimaat, BSw volgens de klimaatclassificatie van Köppen.